# Vinaigrette

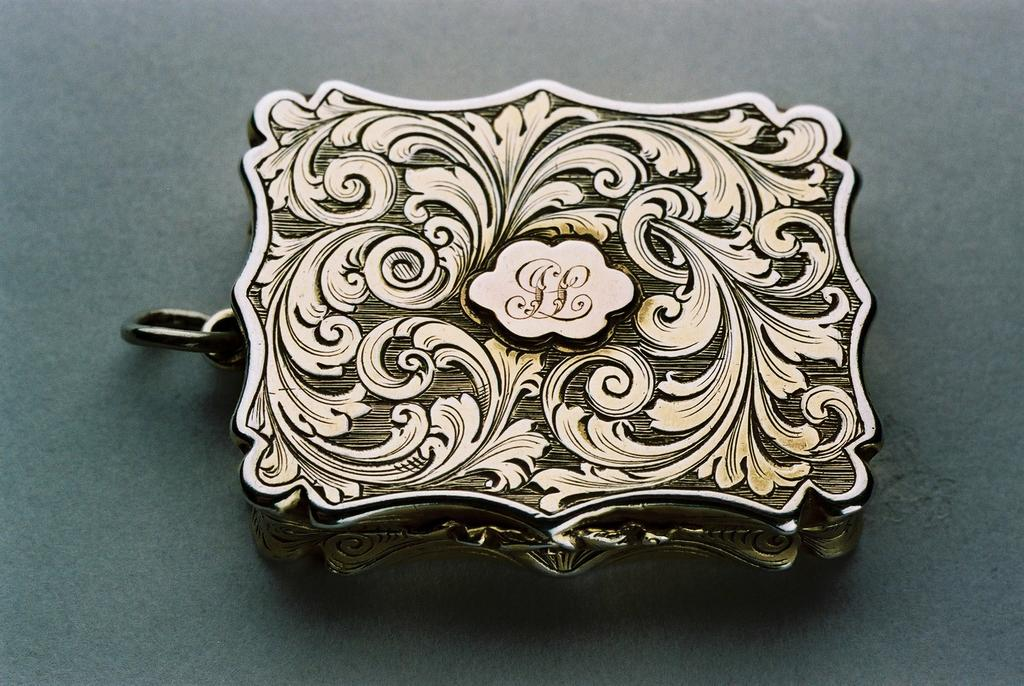
Viktoriansk vinaigrette i silver. Nathaniel Mills & Sons, Birmingham, 1847.

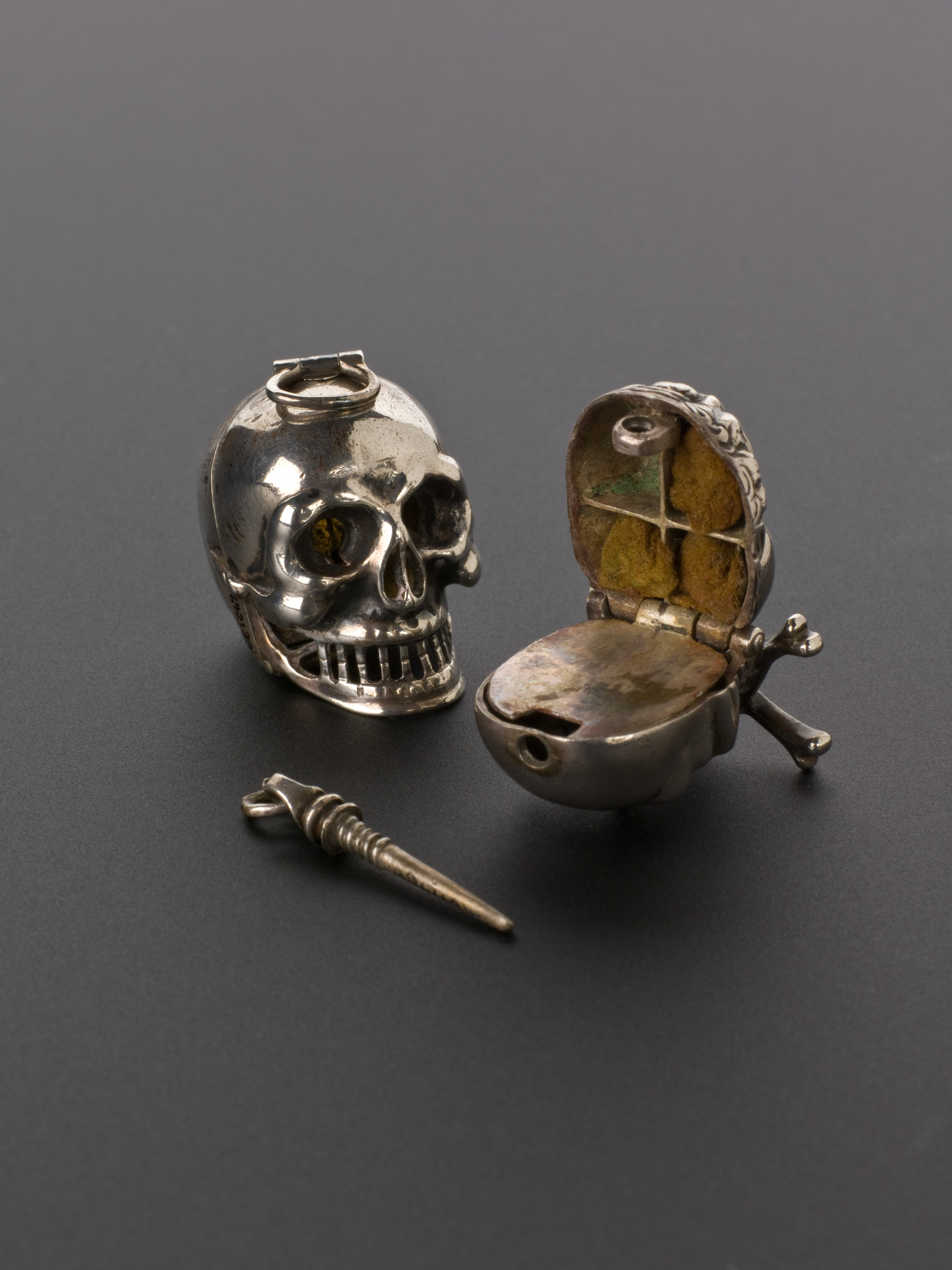
Skalle i silver med två fack för luktämnen. Pluggen dras ut före inhalering. Europa, cirka 1701–1800.

Vinaigrette avser en liten klensmidesdosa i silver eller mässing, vanlig under barocken fram till 1900-talet. Vinaigretten hade en grund skål som fylldes med parfym, ättika och luktört eller luktsalt. Håligheten täcktes av ett gitter som höll innehållet på plats men tillät lukten att strömma igenom.
Ursprunget är kopplat till miasmateorin.